# Duende y misterio del flamenco
Duende y misterio del flamenco es una película documental española de 1952 dirigida por Edgar Neville. Fue nominada a la Palma de Oro en el Festival Internacional de Cine de Cannes de 1953.